# Luciano Juaristi Alberdi
Luciano Juaristi Alberdi, más conocido por los sobrenombres de Atano X o Atanillo (Azcoitia, Guipúzcoa, 19 de diciembre de 1932) fue un pelotari español activo en las décadas de 1950, 60 y 70.

## Tradición familiar
Luciano Juaristi Alberdi nació en 1932 en la localidad de Azcoitia (Guipúzcoa). Es hijo de Juan María Juaristi Mendizábal, conocido como Atano I, el mayor de los hermanos Juaristi o Atano, una dinastía de pelotaris de primer orden, en la que destacó la figura del supercampeón Atano III, considerado uno de los mejores pelotaris de la historia. El apodo de esta familia se debía al caserío Atano del que eran originarios los hermanos Juaristi Mendizábal. Luciano Juaristi Alberdi pertenece a la segunda generación de esta familia, habiendo sido precedido en las canchas por sus hermanos Pedro, Atano VIII, y Luis, Atano IX. Siguiendo la saga familiar, Luciano adoptó el nombre de Atano X, aunque fue popularmente conocido durante su carrera como Atanillo.

## Como aficionado
Como aficionado, Luciano Juaristi tomó parte en diciembre de 1955 en los II Campeonatos Mundiales de Pelota Vasca, que se disputaron en Montevideo, formando parte del equipo de trinquete de la selección española. Jugó el primer partido del torneo de mano parejas en trinquete, en el que la pareja española perdió contra el equipo francés, pero no llegó a jugar la final, por lo que no suele aparecer en los palmarés del mundial. Finalmente el equipo español obtuvo el título en esa modalidad y en la clasificación general.
Al año siguiente, 1956, fue el representante de Guipúzcoa en el Campeonato Manomanista Aficionado de España. Llegó a la final, en la que se enfrentó al representante de Vizcaya y su futuro gran rival profesional, Hilario Azkarate. El vizcaíno se hizo con el campeonato, quedando Atanillo subcampeón.
Ese mismo año, Atano X debutó como pelotari profesional.

## Carrera profesional
Atano X pasó unos primeros años discretos en el panorama de la pelota profesional, entre 1956 y 1960, sin grandes logros. 
Tras ser subcampeón en 1960, en 1961 Atano X explotó definitivamente al lograr adjudicarse el Campeonato Manomanista de Segunda Categoría. Atano X tenía 28 años y tras esa victoria pudo ser finalmente encuadrado en el cuadro de pelotaris de primera categoría.  Como vigente campeón de segunda se enfrentó a Hilario Azkarate, campeón de primera, al que venció con facilidad en un desafío, aunque Azkarate solo podía utilizar una mano en aquel encuentro.
Con el paso de los años Atano X fue adquiriendo experiencia y la afición acabó viendo en el pelotari un reflejo de su tío, el gran campeón Atano III, al que recordaba por sus maneras, su figura y la calidad de su juego. Por desgracia, también heredó de su tío la endeblez de sus manos, que le obligaba a permanecer largos periodos inactivo, y que le impedían aguantar largos peloteos.
Atano X fue durante la década de 1960 la gran esperanza de la afición azcoitiana en particular y guipuzcoana en general por recuperar la hegemonía de los tiempos de Atano III. En aquella época triunfaban en el Campeonato Manomanista especialmente los pelotaris vizcaínos, con Jesús García Ariño y, especialmente, Hilario Azkarate, a la cabeza.
Atano X disputó cinco finales consecutivas del Campeonato Manomanista.
El Manomanista de 1968 estuvo salpicado por la polémica. La Federación Vizcaína reclamó, con escasas horas de antelación a la final, que se aplicara un artículo del reglamento de 1945, que hasta entonces no se había aplicado y que ordenaba retrasar la línea de falta del saque hasta el cuatro. Esta norma favorecía teóricamente el juego del vizcaíno Hilario Azkarate. En un ambiente tenso, el guipuzcoano se impuso en todos los lances del juego y obtuvo su segundo título merecidamente por 22-17.
Atano X anunció en 1974 su retirada oficial de las canchas, aunque en sus últimos años sus apariciones ya habían sido contadas y muy espaciadas.

## Finales manomanistas
| Año  | Campeón  | Subcampeón | Tanteo | Frontón              |
| ---- | -------- | ---------- | ------ | -------------------- |
| 1965 | Azkarate | Atano X    | 22-17  | Anoeta               |
| 1966 | Atano X  | Azkarate   | 22-13  | Astelena             |
| 1967 | Azkarate | Atano X    | 22-18  | Anoeta               |
| 1968 | Atano X  | Azkarate   | 22-17  | Anoeta               |
| 1969 | Retegi I | Atano X    | 22-08  | Municipal de Bergara |

## Finales Manomanista de Segunda
| Año  | Campeón  | Subcampeón | Tanteo | Frontón           |
| ---- | -------- | ---------- | ------ | ----------------- |
| 1960 | Lejarazu | Atano X    | 22-09  | Frontón Deportivo |
| 1961 | Atano X  | Elguea     | 22-20  | Astelena          |